# Municipio de Franklin (condado de Darke)
El municipio de Franklin (en inglés: Franklin Township) es un municipio ubicado en el condado de Darke en el estado estadounidense de Ohio. En el año 2010 tenía una población de 1241 habitantes y una densidad poblacional de 19 personas por km².

## Geografía
El municipio de Franklin se encuentra ubicado en las coordenadas 40°2′37″N 84°28′10″O / 40.04361, -84.46944. Según la Oficina del Censo de los Estados Unidos, el municipio tiene una superficie total de 65.31 km², de la cual 65,28 km² corresponden a tierra firme y (0,04 %) 0,02 km² es agua.

## Demografía
Según el censo de 2010, había 1241 personas residiendo en el municipio de Franklin. La densidad de población era de 19 hab./km². De los 1241 habitantes, el municipio de Franklin estaba compuesto por el 98,31 % blancos, el 0,24 % eran afroamericanos, el 0,4 % eran asiáticos y el 1,05 % eran de una mezcla de razas. Del total de la población el 0,56 % eran hispanos o latinos de cualquier raza.